# Libertas (mythologie)
Pour les articles homonymes, voir Libertas.
Libertas, ou Liberté en français (Libertas en latin), est une déesse romaine.
C'est la déesse qui a inspiré le mot liberté. Elle est représentée comme la déesse de la liberté dans la fameuse Statue de la Liberté, portant une torche et un livre romain. Symbole de la République française, il semblerait aussi que cette déesse de la Liberté ait inspiré la figure symbolique de Marianne et le tableau de Delacroix La Liberté guidant le peuple.
L'équivalent grec de la déesse Libertas est Éleutheria, la personnification de la liberté. Il existe de nombreuses représentations post-classiques de la liberté en tant que personne qui conservent souvent une partie de l'iconographie de la déesse romaine.